# Caíque (futebolista)
Caíque Silva Rocha, mais conhecido como Caíque (Salvador, 10 de janeiro de 1987), é um futebolista brasileiro que atua como meia e volante.

## Carreira

### Início no Vitória
Revelado pelo Vitória, começou sua carreira profissional em 2007, ajudando o rubro-negro baiano a voltar à elite do futebol brasileiro. 

### Atlético Paranaense
Em 2008, sem muitas oportunidades no Leão, foi negociado com o Atlético Paranaense, onde também não foi aproveitado.

### Rápida passagem no Oeste e Guarani
Depois de uma passagem rápida pelo Oeste, Caíque assinou com o Guarani para a disputa da Série B de 2009.

### Vasco da Gama
Depois de também ajudar o time de Campinas a ascender à Série A, foi negociado com o Vasco da Gama para a temporada de 2010.

### Avaí
Após poucas oportunidades no time da colina e participar do elenco  Campeão da Copa do Brasil, ainda em 2011, Caíque é emprestado ao Avaí para a disputa do Campeonato Brasileiro. A ida de Caíque para Florianópolis, foi uma das condições impostas para o empréstimo do lateral-esquerdo Julinho do Avaí para o Vasco da Gama. Fez sua estreia pelo Avaí no dia 7 de agosto de 2011, quando substituiu o também estreante zagueiro Caçapa aos 40 minutos do primeiro tempo, no jogo contra o São Paulo na Ressacada. Após apenas 6 jogos disputados e nenhum gol marcado, Caíque amargou junto com o Avaí o rebaixamento do Campeonato Brasileiro e foi dispensado um dia após o último jogo do time.

### Gyeongnam
No dia 21 de dezembro de 2011, foi anunciado o empréstimo de Caíque para o Gyeongnam FC da Coreia do Sul.

## Títulos
Vitória
- Campeonato Baiano: 2007, 2008

Vasco da Gama
- Copa do Brasil: 2011

Atlético Goianiense
- Campeonato Brasileiro Série B: 2016

CSA
- Campeonato Brasileiro – Série C: 2017
- Campeonato Alagoano: 2018